# Kenny Belaey
Kenny Guillaume Leda Belaey (Eeklo, 26 de enero de 1983) es un deportista belga que compite en ciclismo en la modalidad de trials, ganador de 14 medallas en el Campeonato Mundial de Ciclismo de Montaña entre los años 2002 y 2017, y 9 medallas en el Campeonato Europeo de Ciclismo de Montaña entre los años 2003 y 2014.

## Palmarés internacional
| Campeonato Mundial | Campeonato Mundial             | Campeonato Mundial | Campeonato Mundial |
| Año                | Lugar                          | Medalla            | Competición        |
| ------------------ | ------------------------------ | ------------------ | ------------------ |
| 2002               | Kaprun ( Austria)              | Medalla de oro     | Trials 26″         |
| 2003               | Lugano ( Suiza)                | Medalla de bronce  | Trials 26″         |
| 2005               | Livigno ( Italia)              | Medalla de oro     | Trials 26″         |
| 2006               | Rotorua ( Nueva Zelanda)       | Medalla de oro     | Trials 26″         |
| 2007               | Fort William ( Reino Unido)    | Medalla de bronce  | Trials 26″         |
| 2009               | Camberra ( Australia)          | Medalla de plata   | Trials 26″         |
| 2010               | Mont-Sainte-Anne ( Canadá)     | Medalla de oro     | Trials 26″         |
| 2011               | Champéry ( Suiza)              | Medalla de plata   | Trials 26″         |
| 2012               | Leogang/Saalfelden ( Austria)  | Medalla de bronce  | Trials 26″         |
| 2013               | Pietermaritzburg ( Sudáfrica)  | Medalla de bronce  | Trials 26″         |
| 2014               | Hafjell/Lillehammer ( Noruega) | Medalla de bronce  | Trials 26″         |
| 2015               | Vallnord ( Andorra)            | Medalla de bronce  | Trials 26″         |
| 2016               | Val di Sole ( Italia)          | Medalla de bronce  | Trials 26″         |
| 2017               | Chengdu ( China)               | Medalla de plata   | Trials 26″         |
| Campeonato Europeo |                                |                    |                    |
| Año                | Lugar                          | Medalla            | Competición        |
| 2003               | Graz ( Austria)                | Medalla de plata   | Trials 26″         |
| 2004               | Wałbrzych ( Polonia)           | Medalla de bronce  | Trials 26″         |
| 2005               | Kluisbergen ( Bélgica)         | Medalla de oro     | Trials 26″         |
| 2006               | Colonia ( Alemania)            | Medalla de oro     | Trials 26″         |
| 2007               | Wałbrzych ( Polonia)           | Medalla de plata   | Trials 26″         |
| 2009               | Zoetermeer ( Países Bajos)     | Medalla de plata   | Trials 26″         |
| 2010               | Melsungen ( Alemania)          | Medalla de plata   | Trials 26″         |
| 2011               | Biella ( Italia)               | Medalla de oro     | Trials 26″         |
| 2014               | Wałbrzych ( Polonia)           | Medalla de plata   | Trials 26″         |